# Georges-Henri Manesse
Pour les articles homonymes, voir Manesse.
Georges-Henri Manesse (né le 29 janvier 1854 à Rouen où il est mort le 10 décembre 1941) est un peintre, aquarelliste, graveur et illustrateur français.

## Biographie
Henri Manesse se forme à l'école des beaux-arts de Rouen puis dans les ateliers de Gérôme et Carolus-Duran. Il fonde, avec Gaston Manchon, la Société normande de gravure en 1891, société qu'il présidera en 1919. Il est également membre de la Société des artistes français et membre correspondant de l'Académie des sciences, belles-lettres et arts de Rouen.
Il obtient une médaille de bronze à l'Exposition universelle de 1889. L'Académie des sciences, belles-lettres et arts de Rouen lui décerne le prix Bouctot en 1901 et le prix Gossier en 1939. En 1922, il obtient le prix Belin-Dolet de la Société des artistes français.
Il est frappé de cécité à la fin de sa vie et sa collection est vendue aux enchères le 7 mars 1940.
La Bibliothèque nationale du pays de Galles conserve quelques œuvres de Manesse :

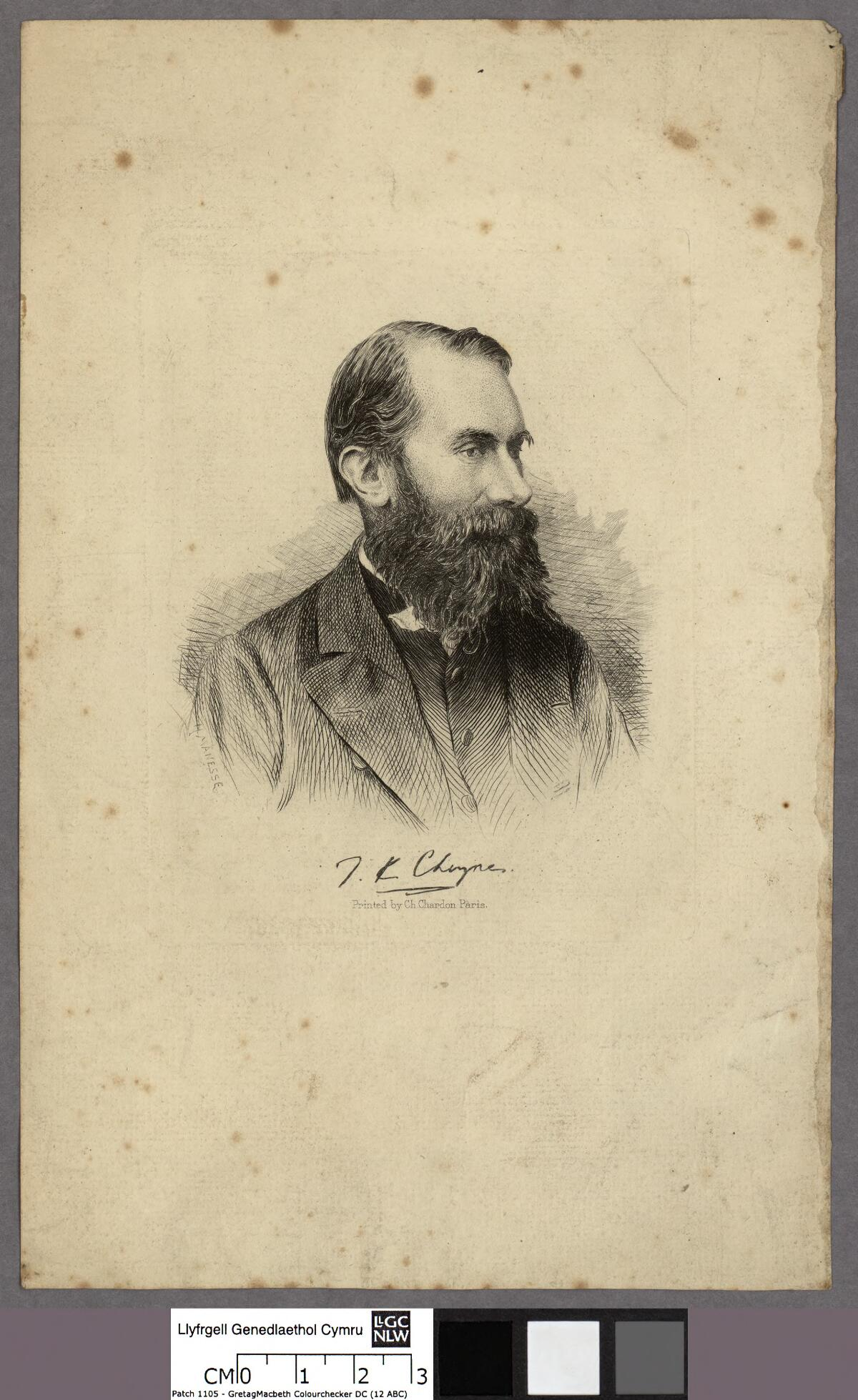
Portrait de T. K. Kelly (gravure, s.d.).
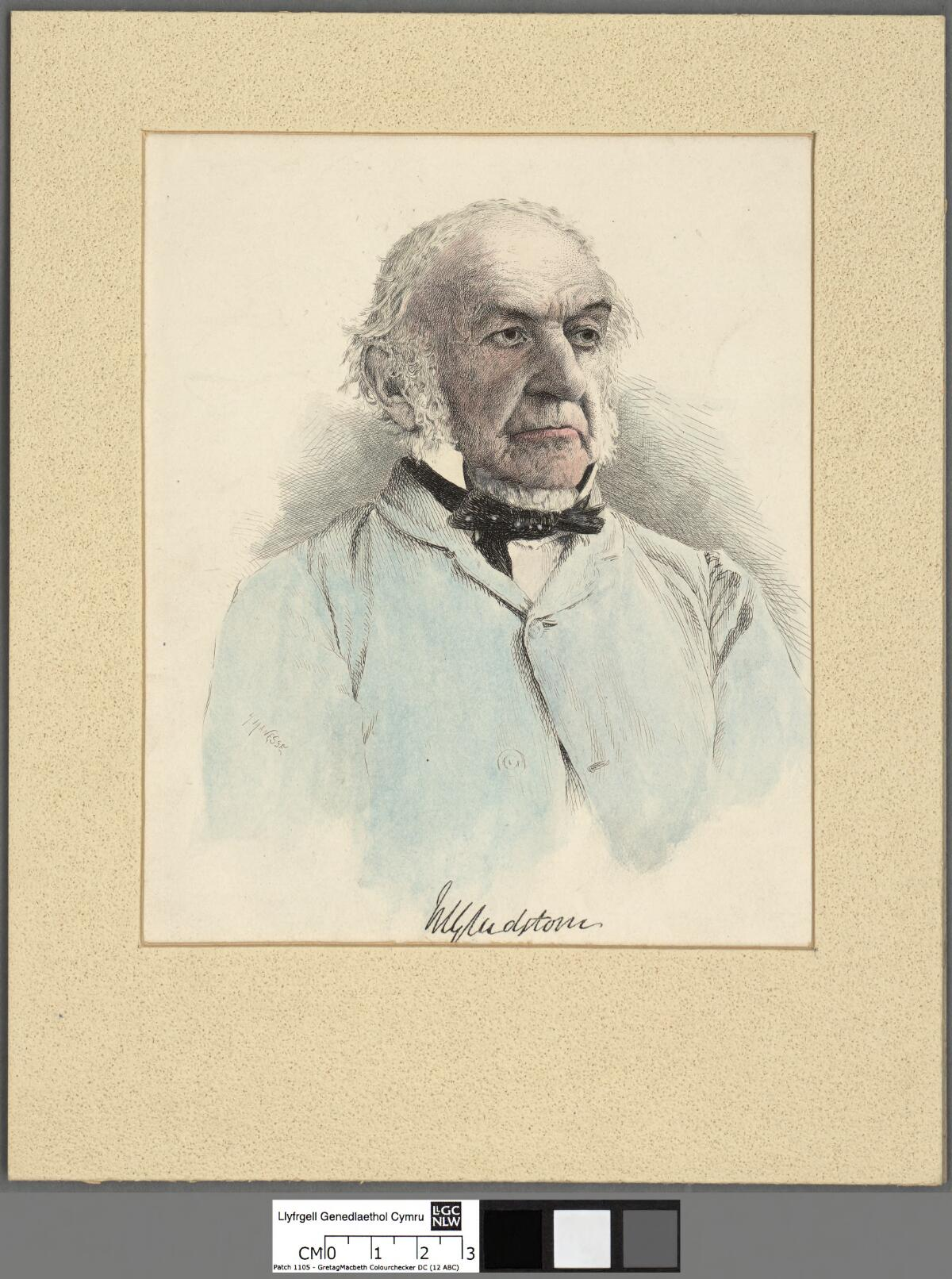
Portrait de William Ewart Gladstone (eau-forte, 1880).
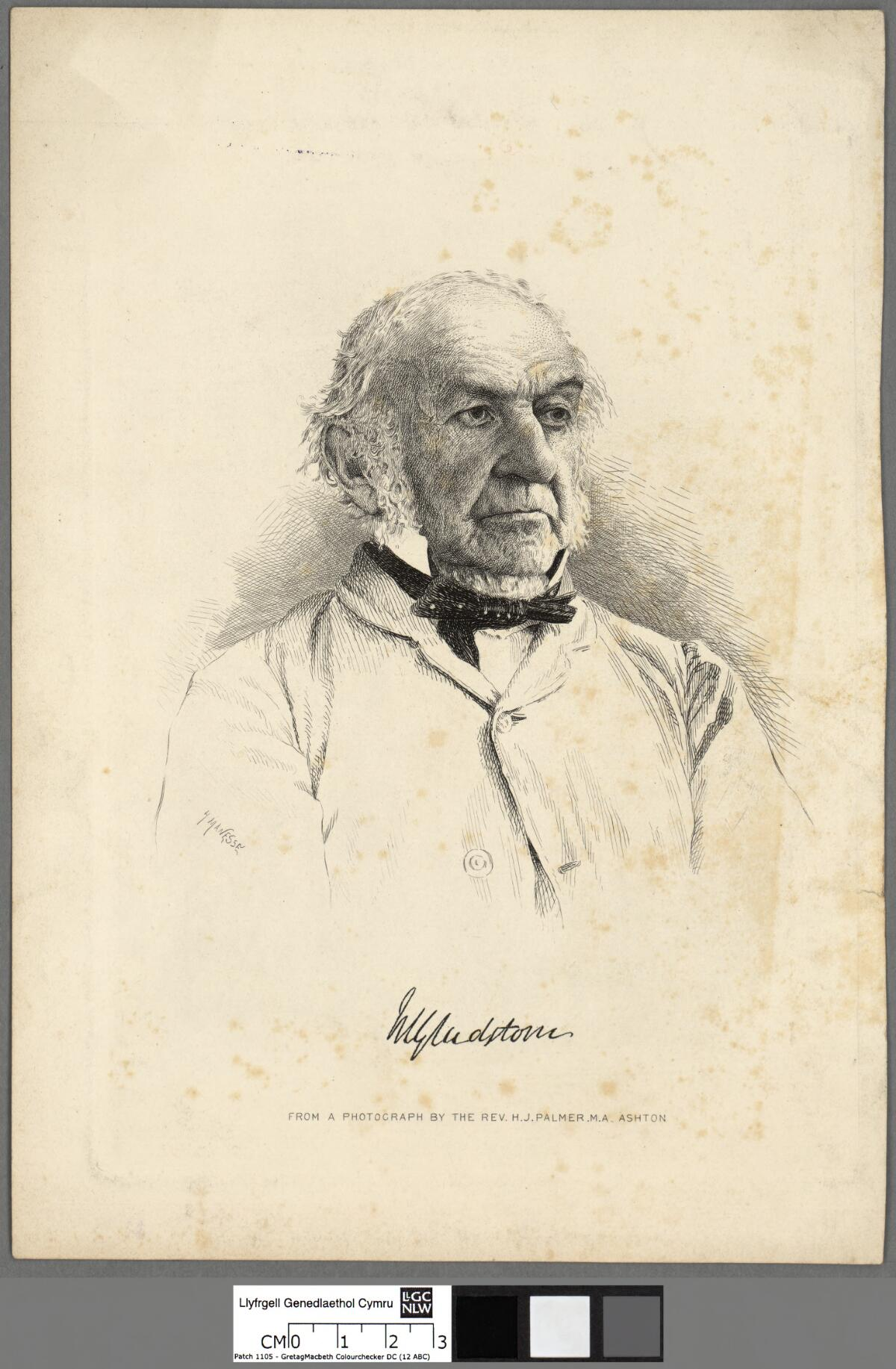
Portrait de William Ewart Gladstone (eau-forte, c. 1880).

## Distinctions
- Officier de l'Instruction publique.